# Élection présidentielle comorienne de 2002
L’élection présidentielle comorienne de 2002 se tient les dimanche 17 mars et 14 avril 2002, pour élire le président de l'union des Comores.
Azali Assoumani est élu président de l'union des Comores à l'issue du second tour avec 100 % des voix, les autres candidats ayant boycotté le second tour. Seuls 39,1 % des électeurs se déplacent aux urnes lors de ce second tour.

## Modalités
Le président de l'union des Comores est élu pour un mandat de quatre ans. La présidence de l'Union est tournante, selon le référendum de 2001 : tous les quatre ans, une île propose des candidats pour l'élection, le premier tour étant réservé à l'île en question, qui est en 2002 la Grande-Comore.
Le premier tour est réservé à l'électorat de Grande-Comore. Les trois candidats ayant obtenu le plus grand nombre de voix se présentent au second tour ouvert aux électeurs de tout le pays. Celui qui remporte le plus grand nombre de suffrages est élu président.

## Candidats
Neuf candidats se présentent à l'élection présidentielle de 2002 :
- Azali Assoumani
- Moustoifa Said Cheikh
- Abbas Djoussouf
- Abdallah Halifa
- Said Ali Kemal
- Mtara Maécha
- Mahamoud Mradabi
- Ali Mroudjaé
- Youssouf Said

## Déroulement du scrutin

### Premier tour
Le premier tour, qui est une primaire présidentielle en Grande-Comore, se déroule le dimanche 17 mars 2002.
Azali Assoumani, Mahamoud Mradabi et Said Ali Kemal terminent en tête et participent donc au second tour.

### Second tour
Le second tour, ouvert à tout l'électorat de l'union des Comores, se déroule le dimanche 14 avril 2002.
Mahamoud Mradabi et Said Ali Kemal boycottent le scrutin ; Azali Assoumani est donc élu président de l'union des Comores. Ce second tour à un seul candidat est marqué par une forte abstention : 60,9 % des inscrits ne votent pas et le nombre de votants du second tour est moins élevé que le nombre de votants du premier tour réservé aux Grands-Comoriens.

## Résultats
|                          |                          | Premier tour le 16 avril 2006 | Premier tour le 16 avril 2006 | Premier tour le 16 avril 2006 | Second tour le 14 mai 2006 | Second tour le 14 mai 2006 | Second tour le 14 mai 2006 |
|                          |                          | Nombre                        | % des inscrits                | % des votants                 | Nombre                     | % des inscrits             | % des votants              |
| Inscrits                 | Inscrits                 | 150 867                       |                               |                               | 223 396                    |                            |                            |
| Votants                  | Votants                  | 115 078                       | 76,3 %                        |                               | 87 251                     | 39,1 %                     |                            |
| suffrages exprimés       | suffrages exprimés       | 111 283                       |                               | 96,7 %                        | 81 551                     |                            | 93,5 %                     |
| bulletins blancs ou nuls | bulletins blancs ou nuls | 3 795                         |                               | 3,3 %                         | 5 700                      |                            | 6,5 %                      |
| Abstentions              | Abstentions              | 35 789                        | 23,7 %                        |                               | 136 145                    | 60,9 %                     |                            |
|                          |                          |                               |                               |                               |                            |                            |                            |
| Candidat                 | Candidat                 | Voix                          | % des exprimés                |                               | Voix                       | % des exprimés             |                            |
| Azali Assoumani          | Azali Assoumani          | 44 298                        | 39,81 %                       |                               | 81 551                     | 100,00 %                   |                            |
| Mahamoud Mradabi         | Mahamoud Mradabi         | 17 462                        | 15,69 %                       |                               | Boycott                    | Boycott                    |                            |
| Said Ali Kemal           | Said Ali Kemal           | 11 881                        | 10,68 %                       |                               | Boycott                    | Boycott                    |                            |
| Abbas Djoussouf          | Abbas Djoussouf          | 8 761                         | 7,87 %                        |                               | -                          | -                          |                            |
| Mtara Maécha             | Mtara Maécha             | 8 748                         | 7,86 %                        |                               | -                          | -                          |                            |
| Youssouf Said            | Youssouf Said            | 6 752                         | 6,07 %                        |                               | -                          | -                          |                            |
| Abdallah Halifa          | Abdallah Halifa          | 4 998                         | 4,49 %                        |                               | -                          | -                          |                            |
| Ali Mroudjaé             | Ali Mroudjaé             | 4 624                         | 4,16 %                        |                               | -                          | -                          |                            |
| Moustoifa Said Cheikh    | Moustoifa Said Cheikh    | 3 759                         | 3,38 %                        |                               | -                          | -                          |                            |
| Sources :                |                          |                               |                               |                               |                            |                            |                            |